# 822

## Události
- Na říšském sněmu ve Frankfurtu n. Mohanem se naposledy objevuje historická zmínka o Avarech
- Na tomtéž sněmu se naopak poprvé objevuje historická zmínka o Moravanech

## Hlavy států
- Papež – Paschal I.
- Anglie
  - Wessex – Egbert
  - Essex – Sigered
- Franská říše – Ludvík I. Pobožný + Lothar I. Franský
- První bulharská říše – Omurtag
- Byzanc – Michael II.
- Svatá říše římská – Ludvík I. Pobožný + Lothar I. Franský